# Die Anhalterin
Die Anhalterin (engl. The Passenger) ist ein Kriminalroman des britischen Schriftstellers Francis Durbridge aus dem Jahr 1977. Es handelt sich dabei um den 36. Roman des Autors. Der Roman erschien 2023 erstmals auf Deutsch. Die deutsche Übersetzung besorgte Georg Pagitz.

## Kurzinhalt
David Walker, ein Spielzeugfabrikant, nimmt nach einer Ehekrise eines Tages eine junge attraktive Anhalterin mit. Das Vergnügen wärt kurz, denn das Benzin geht aus und Walker muss für Nachschub sorgen. Als dieser zum Wagen zurückkommt, ist die Anhalterin namens Judy verschwunden. Eine Woche später erhält Walker Besuch von Inspektor Denson, einem Kriminalbeamten. Dieser erklärt, dass Judy wenige Meter von der Stelle der Panne entfernt, ermordet aufgefunden wurde. Viele Verdachtsmomente sprechen gegen Walker. Denson ermittelt. Durch seine Ehefrau Sue, die von ihm getrennt lebt und Walker Sekretärin ist, ist der Ermittler auch persönlich in den Fall involviert.

## Handlung
Der Spielwarenfabrikant David Walker besitzt zusammen mit seinem Partner eine erfolgreiche Fabrik. Die beiden überlegen allerdings, das Geschäft zu verkaufen. David ist von der Idee nicht begeistert und nimmt sich den Nachmittag frei. Als er unerwartet nach Hause kommt, überrascht er seine Frau Evelyn beim Schäferstündchen mit ihrem Fahrlehrer Roy Norton. Dies bringt den ohnehin unter Stress stehenden Mann völlig aus der Fassung. David erscheint daraufhin nicht bei einem Treffen mit Jack Steen.
Um seine Gedanken zu ordnen, beschließt David Walker, ein paar Tage nach Schottland zu seinem Onkel zu fahren. Auf dem Weg dorthin nimmt er eine junge und attraktive Anhalterin mit. Als das Benzin ausgeht, läuft Walker zu Fuß zur nächsten Tankstelle. Als er zurückkommt, ist Judy verschwunden. Auf der Windschutzscheibe lässt sie jedoch eine Nachricht zurück. Diese ist mit Lippenstift geschrieben. Judy bedankt sich darin für das Mitnehmen.
Als David aus Schottland zurück ist, erhält er eine Woche später Besuch von Inspektor Martin Denson. Dieser teilt ihm mit, dass man Judy ermordet aufgefunden hat. Bei ihr fand sich ein Schlüsselbund mit dem Logo von Walkers Firma und die mit Lippenstift geschriebene Nachricht.
Im Tagebuch der Toten war ein Termin notiert: für die Uhrzeit, an dem Walker sie mitgenommen hat. Das macht den Spielzeugfabrikanten gegenüber der Polizei verdächtig.
Inspektor Densons Ermittlungen offenbaren, dass Walker die Tote offenbar viel besser gekannt hat, als dieser zugibt. Zudem gibt es einen persönlichen Bezug zu dem Fall: Die Sekretärin Walkers ist Densons Ehefrau, von der er seit einiger Zeit getrennt lebt, die er aber immer noch liebt und die jeden Kontakt zu ihm blockiert.
In der Wohnung der Ermordeten Judy finden sich schließlich Fotoaufnahmen von David Walker im Urlaub und eine Sofortbildkamera. Diese gehört Andy Mason, dem Bruder von Walkers Ehefrau Evelyn. Mason gibt an, dass ihm die Kamera gestohlen wurde.
Weitere Ermittlungen ergeben, dass die Tote auch Fahrstunden bei Roy Norton genommen hat, der jetzt mit Walkers Ehefrau ein Verhältnis hat.
Eines Abends findet Evelyn Walker schließlich ihren Mann tot in ihrem gemeinsamen Haus. Alles sieht nach Selbstmord aus, darauf deutet auch ein Abschiedsbrief hin.
Inspektor Denson glaubt jedoch nicht an Selbstmord und auch immer weniger an die Schuld von David Walker, auch wenn dieser die Tat in dem Abschiedsbrief gesteht.
Der Abschiedsbrief von Walker war an seinen Kompagnon Arthur Eastwood adressiert. Dieser gibt zu Protokoll, dass der Tote noch kurz zuvor mit ihm telefoniert hat und völlig fröhlich war. Diese Aussage lässt Denson immer mehr an der Unschuld Walkers zweifeln.
In Judys Wohnung wird ein Bündel Geldscheine gefunden, auf dem das Wort „Victor“ steht. Wie Denson herausfindet, handelt es sich dabei um ein Pferd. Damit ist er auf der richtigen Spuren: Offenbar dreht sich alles um manipulierte Pferderennen.
Eine Spur führt zum Gestüt von Colonel Reams. Dort trifft Denson Ruth Jensen, eine gemeinsame Freundin von ihm und seiner Frau, die bei Reams arbeitet. Bei dieser Gelegenheit lernt der Inspektor auch den snobistischen Neffen des Colonels kennen.
Als Ruth den Inspektor wenig später anruft, weil ihr etwas Wichtiges eingefallen ist, verabreden sie sich.
Auf dem Weg zu dem Treffen kommt der Inspektor an einem tödlichen Verkehrsunfall vorbei. Die Verunfallten sind Ruth Jensen und der Neffe von Colonel Reams, Tom. Dies ist höchst merkwürdig, da Ruth und der Neffe sich nicht ausstehen konnten. Warum sind sie also gemeinsam in einem Wagen unterwegs gewesen? Später findet der Inspektor heraus, dass Tom Ruth vermutlich das Auto verkaufen wollte. Der Neffe hatte aber offenbar auch eine Beziehung zur ermordeten Judy Clayton. Wie Ruth dem Inspektor am Telefon noch mitteilen konnte, ging es bei den Gesprächen zwischen den beiden um David Walker.
Aus einem Gespräch zwischen dem Inspektor und Colonel Reams geht hervor, dass Judy eine Freundin seines Neffen Toms war und dass die Beziehung wegen eines anderen Mannes beendet wurde. Dieser Mann war offenbar David Walker gewesen.
Der Inspektor stellt fest, dass auch Colonel Reams einen Schlüsselanhänger von Walkers Firma hat.
Wenig später erhält Denson Besuch von Andy Mason, dem Schwager von David Walker. Er belastet Roy Norton hinsichtlich der Todeszeit von Walker: Norton hat dafür kein Alibi.
Privat plagt den Inspektor weiterhin seine Trennung von seiner Frau Sue. Er möchte das gemeinsame Cottage verkaufen. Als er dorthin fährt, findet er eine Leiche: Es handelt sich dabei um Christine Bodley, die Vermieterin von Judy Clayton.
Der Täter hat Mrs. Bodley offenbar mit Sue Denson verwechselt, mit der sich der Inspektor in dem Cottage treffen wollte. Sue erscheint am Tatort und Inspektor Denson, ihr Mann, erklärt ihr die Sachlage in dem Fall und bittet sie schließlich um Mithilfe, um den Täter zu überführen.
Denson geht mehreren Spuren nach und scheint dem Täter so nahe zu kommen, dass dieser durch einen kleinen Gangster einen Mordanschlag auf ihn verüben lässt. Walker kann dem Anschlag vor seiner Wohnungstür entgehen, der Gangster kann flüchten.
Zuvor hatte Inspektor Denson Evelyn Walker um Hilfe bei der Überführung des Täters gebeten. Sie war es offenbar, die die Information, dass Denson weiß, wer der Täter ist, an den Mörder weitergeleitet hat.
Denson macht einen gefährlichen Alleingang. Schließlich erinnert er sich an den Lippenstift der toten Judy. Er lässt in allen Drogerien nachfragen. Diese Spur führt zum Erfolg, denn jemand erinnert sich tatsächlich, dass ein Mann am Tag von Judys Ermordung einen solchen Lippenstift kaufte.
ACHTUNG SPOILER – Denson stellt dem Täter durch Sue eine Falle. Wie sich in einem Gespräch in Andy Masons Pub herausstellt, ist der Mörder Andy Mason. Dieser war mit Judy in die manipulierten Pferderennen involviert und wollte den Verdacht auf Walker lenken.
Nach einer spektakulären Flucht mit einem Kleinflugzeug, kann die Polizei Mason verhaften.
Inspektor Walker und Sue finden am Ende wieder zueinander und ziehen in das gemeinsame Cottage.

## Hintergrund
Der Roman erschien 2023 erstmals auf Deutsch basiert auf dem dreiteiligen Fernsehkrimi The Passenger, der 1983 im Regionalfenster des WDR synchronisiert unter dem Titel Die Spur mit dem Lippenstift lief.
Offenbar war auch eine Verfilmung mit deutschen Schauspielern seitens des WDR geplant, die aber nicht zustande kam. Dafür gab es eine französische Fassung, die 1974 unter dem Titel La passagère vom französischen Fernsehen gedreht wurde.

## Ausgaben
Deutsche Erstausgabe
- Francis Durbridge: Die Anhalterin, Hurstpierpoint, Williams & Whiting, 2023, ISBN 978-1-915887-11-5

Englische Erstausgabe
- Francis Durbridge: The Passenger, London, Hodder & Stoughton, 1977